# Nationale Straßen-Radsportmeister 2001
| Nation              | Straßenrennen – Männer         | Einzelzeitfahren – Männer      | Straßenrennen – Frauen | Einzelzeitfahren – Frauen     |
| ------------------- | ------------------------------ | ------------------------------ | ---------------------- | ----------------------------- |
| Algerien            | Redouane Salah                 | Omar Slimane                   | nicht ausgetragen      | nicht ausgetragen             |
| Argentinien         | Guillermo Brunetta             | Edgardo Simón                  | Valeria Pintos         | Valeria Müller                |
| Australien          | Steve Williams                 | Kristjan Snorrasson            | Katie Mactier          | nicht ausgetragen             |
| Belgien             | Ludovic Capelle                | Leif Hoste                     | Evy van Damme          | Heidi Van De Vijver           |
| Brasilien           | Daniel Rogelin                 | Cássio de Paiva                | Carla Camargo          | nicht ausgetragen             |
| Bulgarien           | Georgi Koew                    | Iwajlo Gabrowski               | nicht ausgetragen      | nicht ausgetragen             |
| Burkina Faso        | Saïdou Rouamba                 | nicht ausgetragen              | nicht ausgetragen      | nicht ausgetragen             |
| Chile               | nicht ausgetragen              | Marco Antonio Arriagada        | nicht ausgetragen      | nicht ausgetragen             |
| Costa Rica          | Luis Morera                    | José Adrián Bonilla            | nicht ausgetragen      | nicht ausgetragen             |
| Dänemark            | Jakob Piil                     | Michael Blaudzun               | Lisbeth Simper         | Lisbeth Simper                |
| Deutschland         | Jan Ullrich                    | Thomas Liese                   | Petra Rossner          | Judith Arndt                  |
| Estland             | Janek Tombak                   | Jaan Kirsipuu                  | nicht ausgetragen      | nicht ausgetragen             |
| Finnland            | Christian Selin                | Jukka Heinikainen              | Pia Sundstedt          | Sari Saarelainen              |
| Frankreich          | Didier Rous                    | Florent Brard                  | Jeannie Longo-Ciprelli | Jeannie Longo-Ciprelli        |
| Griechenland        | Vasilis Anastopoulos           | Vasilis Anastopoulos           | Eleni Diakaki          | Chalime Giourbouz             |
| Großbritannien      | Jeremy Hunt                    | Stuart Dangerfield             | Nicole Cooke           | Yvonne McGregor               |
| Guatemala           | Fernando Wilfredo Escobar      | nicht ausgetragen              | nicht ausgetragen      | nicht ausgetragen             |
| Hongkong            | Kaan Hang Kan                  | Siu Lun Ho                     | nicht ausgetragen      | nicht ausgetragen             |
| Iran                | Ghader Mizbani                 | Ghader Mizbani                 | nicht ausgetragen      | nicht ausgetragen             |
| Irland              | David McCann                   | David McCann                   | nicht ausgetragen      | nicht ausgetragen             |
| Israel              | Daniel Helstoch                | nicht ausgetragen              | nicht ausgetragen      | nicht ausgetragen             |
| Italien             | Daniele Nardello               | Andrea Peron                   | Greta Zocca            | nicht ausgetragen             |
| Japan               | Yasutaka Tashiro               | Kakinuma Akira                 | Miho Oki               | nicht ausgetragen             |
| BR Jugoslawien      | Mikoš Rnjakovic                | Mikoš Rnjakovic                | nicht ausgetragen      | nicht ausgetragen             |
| Kanada              | Mark Walters                   | Eric Wohlberg                  | Lyne Bessette          | Lyne Bessette                 |
| Kasachstan          | Andrei Misurow                 | Wadim Krawtschenko             | nicht ausgetragen      | nicht ausgetragen             |
| Kolumbien           | Daniel Rincón                  | Marlon Pérez                   | nicht ausgetragen      | nicht ausgetragen             |
| Kroatien            | Hrvoje Miholjević              | Martin Čotar                   | nicht ausgetragen      | nicht ausgetragen             |
| Kuba                | Pedro Pablo Pérez              | Luis Romero Amarán             | nicht ausgetragen      | nicht ausgetragen             |
| Lettland            | Andris Reiss                   | Raivis Belohvošciks            | nicht ausgetragen      | nicht ausgetragen             |
| Litauen             | Raimondas Rumšas               | Remigijus Lupeikis             | nicht ausgetragen      | nicht ausgetragen             |
| Luxemburg           | Christian Poos                 | Marc Vanacker                  | nicht ausgetragen      | nicht ausgetragen             |
| Mexiko              | Juan Luis González             | Siddharta Camil                | nicht ausgetragen      | nicht ausgetragen             |
| Moldau              | Igor Bonciucov                 | Igor Pugaci                    | nicht ausgetragen      | nicht ausgetragen             |
| Mongolei            | Dschamsrangiin Öldsii-Orschich | Dschamsrangiin Öldsii-Orschich | nicht ausgetragen      | nicht ausgetragen             |
| Neuseeland          | Stefan van Dijk                | Brendon Cameron                | nicht ausgetragen      | nicht ausgetragen             |
| Niederlande         | Jans Koerts                    | Bart Voskamp                   | Sissy van Alebeek      | Leontien Zijlaard-van Moorsel |
| Norwegen            | Erlend Engelsvoll              | Kurt Asle Arvesen              | Aud Kari Berg          | Solrun Flatås Risnes          |
| Österreich          | Jürgen Pauritsch               | Georg Totschnig                | Andrea Purner-Koschier | Doris Posch                   |
| Panama              | Jonathan Torres                | nicht ausgetragen              | nicht ausgetragen      | nicht ausgetragen             |
| Peru                | Cristian Arias Berríos         | Cristian Arias Berríos         | nicht ausgetragen      | nicht ausgetragen             |
| Polen               | Radosław Romanik               | Piotr Przydział                | Bogumiła Matusiak      | Bogumiła Matusiak             |
| Portugal            | Nuno Marta                     | José Azevedo                   | nicht ausgetragen      | nicht ausgetragen             |
| Rumänien            | Marian Munteanu                | Emil Pavel Lupaș               | nicht ausgetragen      | nicht ausgetragen             |
| Russland            | Dmitri Konyschew               | Dmitri Sjomow                  | Jelena Tschalych       | nicht ausgetragen             |
| Schweden            | Marcus Ljungqvist              | Jonas Olsson                   | Madeleine Lindberg     | Madeleine Lindberg            |
| Schweiz             | Martin Elmiger                 | Jean Nüttli                    | Nicole Brändli         | Priska Doppmann               |
| Simbabwe            | Roy Taberer                    | Pierre Gouws                   | nicht ausgetragen      | nicht ausgetragen             |
| Slowakei            | Ján Valach                     | Ján Valach                     | nicht ausgetragen      | nicht ausgetragen             |
| Slowenien           | Martin Derganc                 | Mitja Mahorič                  | nicht ausgetragen      | nicht ausgetragen             |
| Spanien             | José Iván Gutiérrez            | Santos González                | María Teodora Ruano    | María Teodora Ruano           |
| Südafrika           | Jacques Fullard                | David George                   | Anriette Schoeman      | Ronel van Wyk                 |
| Trinidad und Tobago | Emile Abraham                  | nicht ausgetragen              | nicht ausgetragen      | nicht ausgetragen             |
| Tschechien          | Jaromír Friede                 | Ondřej Sosenka                 | Lada Kozlíková         | Lada Kozlíková                |
| Ukraine             | Kyrylo Pospejew                | Serhij Hontschar               | nicht ausgetragen      | nicht ausgetragen             |
| Ungarn              | Csaba Steig                    | László Bodrogi                 | nicht ausgetragen      | nicht ausgetragen             |
| Usbekistan          | Jurij Pljuchin                 | Artjom Schlindow               | nicht ausgetragen      | nicht ausgetragen             |
| Venezuela           | Nestor Chacón                  | Eduardo Malave                 | Dayana Chirinos        | Daeira Díaz                   |
| Vereinigte Staaten  | Fred Rodriguez                 | Trent Klasna                   | Kimberly Bruckner      | Kimberly Bruckner             |
| Belarus             | Jauhen Sobal                   | Wiktar Rapinski                | Tatjana Makejewa       | Tatjana Makejewa              |
| Zypern              | Alexis Charalambous            | Alexis Charalambous            | Elina Sofokleous       | Elina Sofokleous              |